# 廖一久
廖一久（1936年11月4日—），臺中市豐原區人，出生於日本東京。台灣水產養殖學者，國立台灣海洋大學終身特聘教授，中央研究院院士。

## 生平與學習過程
廖一久出生於東京，在台中豐原長大。童年時期，他喜歡坐在老家的大魚池旁邊，觀察魚蝦的動態。民國四十五年，廖一久如願考進臺大理學院動物學系（今生命科學院生命科學系）漁業生物組；五十一年，再前往日本東京大學深造，專門研究水產養殖。

## 白色恐怖遭遇
1947年2月爆發二二八事件，當時還在上小學，但這件事情對他的家庭造成重大影響。當時父親立場十分危險，除了曾留學日本，任職的台中師範學校有不少學生參加反政府暴動，因此父親決定不踏出家門一步，對外就宣稱不在家。當時廖一久得對家人以外來找父親的人說「父親不在家」，是他有生以來第一次不得不說謊的經驗。
廖一久在就讀台大動物系大四時，曾捲入一場白色恐怖事件，而以現行犯被逮捕，被疲勞審問達八天之久。事件經過是，當年蔣介石為了要連任第三任總統，所以動員了各界到處張貼『擁戴蔣總統連任...』之類的海報。可是，張貼在台大的海報卻常常被學生破壞、塗鴉，所以，情治單位便派出了不少便衣人員在海報張貼處站崗。廖一久某天經過海報時，就順手畫了幾筆，隨即被便衣人員逮捕，關入大牢。最後還是透過了台大動物系主任王友燮博士與蔣家的關係，才讓廖一久得以獲釋。
其後，廖一久之所以能順利赴日留學，也是因其父廖忠雄曾託前台北市市長黃啟瑞將他的犯案資料全部取消，才得已順利成行。
廖一久說，日本戰敗後學校開始改用「國語」授課，國民黨在接收台灣後禁止印刷媒體使用日語，引發強烈反彈，而這其實也影響台灣人之間的交流，因為本省人日常生活使用台語，也有不少人說客家話，原住民的母語更不一樣，這些人的共通語言原本是日語。有一說法是，國民黨政權禁止使用日語，是1947年爆發二二八事件的主因。

## 學術成就與社會貢獻
回到臺灣以後，廖一久以他在日本研究的基礎，又開發了養殖草蝦的技術，被尊稱為「草蝦養殖之父」。

## 家族
1937年七七事變後局勢不穩，父親廖忠雄1939年自早稻田大學政經科畢業，原想繼續攻讀研究所，但祖父母發電報希望他們回台，父母帶著廖一久和妹妹從東京的晴海港坐船回基隆港，當時二妹已在媽媽肚子裡。曾任職於臺中師範學校（現為臺中教育大學)、四屆豐原鎮長及改制之後的豐原市長，祖父廖西東在日治時代是豐原的街長（相當於現在的鎮長），外祖父佐藤謙太郎是日治時期台中廳長，也是台中市名勝湖心亭的設計者。
父親廖忠雄在家鄉台中豐原的小學畢業後，於1933年進入早稻田大學附屬第一高等學校就讀，1935年就讀早大時與母親佐藤節子結婚，他在1936年11月4日出生。據母親所說，是一位知名的命名師依一休和尚將他命名為「一久」。母親此前從未在台灣生活過，因此經歷了許多文化衝擊。他自己則記得，當時看到肉店外面直接懸吊著豬肉，令他感到十分驚訝。來台後，二妹、三妹、四妹相繼出生，之後是1947年出生的老么廖了以。相較於廖一久和廖了以，廖家女孩的名字矗木子、麈美子等，都難寫得多。父親曾開玩笑說，「這樣情書比較難寫，不是很好嗎」。
其妻趙乃賢獲得東京大學農學博士，是水產試驗所第一位女性技正研究員，也是台灣水產界「低溫生物學」專家，共育有二子，廖及均是其中一個。廖一久與妻子同為水產試驗所同事，共同從事虱目魚、泰國蝦、淡水長腳大蝦、烏魚…等人工繁殖養殖技術的研究。
其弟廖了以曾任台中縣長、內政部長、總統府秘書長、國民黨秘書長，現為亞東關係協會（已改名台灣日本關係協會）會長。

## 榮譽

### 外国勋章奖章
- 旭日中绶章（日本，2014年4月29日公布[4]）

### 其他
- 第七屆全國十大傑出青年獎(1969)
- 行政院首屆傑出科技人才獎(1976)
- 中華教育文化基金會學術訪問獎(1985)
- 杜聰明博士科學獎章（1986）
- 國家科學委員會傑出研究獎五次(1986-1995)
- 世界水產養殖學會榮譽終身會員(1987)
- 教育部農科學術獎(1987)
- 台美基金會科技工程人才成就獎(1989)
- 發展中世界科學院院士(前第三世界科學院)(1990)
- 中央研究院院士(1992)
- 亞洲水產學會榮譽終身會員(1995)
- 國家科學委員會特約研究員(1996-2002)
- 台灣、加拿大雙邊卓越研究人員獎(2002)
- 國科會研究講座(2002-2003)
- 國立台灣海洋大學終身特聘教授(2004)
- 國立台中第一高級中學首屆學術成就獎傑出校友(2005)
- 國立清水高級中學首屆學術類傑出校友(2006)
- 國立屏東科技大學水產養殖系講座教授(2008)
- 第五屆總統科學獎(2009)[5]
- 第15屆中華民國裴陶裴榮譽學會傑出成就獎 (2010)[6]
- 世界養殖聯盟終身成就獎 (2012)
- 國立台灣大學傑出校友(台大85周年校慶頒發傑出校友獎) (2013)[7]
- 日本水產增殖学会名譽會員(2017)
- 第24回日経アジア賞-科學技術部門(24th Nikkei Asia Prizes in 2019, Winner for science and technology)(2019)[8]